# Пецево (Куявсько-Поморське воєводство)
Пецево (пол. Piecewo, нім. Ofen, Kreis Strasburg) — село в Польщі, у гміні Яблоново-Поморське Бродницького повіту Куявсько-Поморського воєводства.
Населення — 410 осіб (2011).
У 1975-1998 роках село належало до Торунського воєводства.

## Демографія
Демографічна структура станом на 31 березня 2011 року:
|          | Загалом | Допрацездатний вік | Працездатний вік | Постпрацездатний вік |
| -------- | ------- | ------------------ | ---------------- | -------------------- |
| Чоловіки | 194     | 36                 | 139              | 19                   |
| Жінки    | 216     | 47                 | 118              | 51                   |
| Разом    | 410     | 83                 | 257              | 70                   |